# Карбокатіон

Метилкатіон

Іон метонію зі сформованим двоелектронним трицентровим зв'язком

Карбокатіон — іон з позитивно зарядженим атомом у молекулі, похідна вуглеводню. Термін увів Джордж Ола.
Тут розрізняють два випадки:
1. Класичний, коли до іона приєднані три замісники — CR3+ і утворюють іон карбенію.
2. Некласичний, коли до іона приєднані п'ять замісників — CR5+ і утворюють іон карбонію
Наприклад, CH5+ — іон метонію — утворюється при взаємодії метану та флуоросульфонової кислоти (FSO3H), або іонізацією при мас-спектрометрії. Оскільки метан не має вільної електронної пари, приєднаний протон протон використовує вже утворену іншим атомом Гідрогену та Карбоном іншу електронну пару. При цьому утворюється трицентровий двоелектронний зв'язок.
Іони карбенію проявляються в органічній хімії як проміжні продукти реакцій нуклеофільного заміщення або розкладу. Іони карбенію є sp2-гібридизованими і тому тригонально-планарні за формою. Взаємодія з нуклеофілами проходить по незайнятій pz-орбіталі Карбону, яка розміщена перпендикулярно до інших гібридизованих орбіталей.
Містковий карбокатіон — карбокатіон з не менше, ніж двома атомами C, котрі можна вважати за потенційні карбенієві центри в рамках формул Льюїса, між якими третій атом або група (Н або заміщений С) утворює місток, делокалізуючи катіонний заряд.
Алільний катіон — карбокатіон, в якому позитивно заряджений атом C+ кон'югований з етиленовою ланкою, через що молекулярна частинка відзначається підвищеною стабільністю.
R–CH+–CH=CH2 ↔ R–CH=CH–CH2+
Утворюєються з відповідного вуглеводню у середовищі суперкислоти.
Алканієві йони — карбокатіони, похідні алканів, які містять завдяки C-гідронуванню щонайменше один пентакоординований атом C.